# Ozarkodina
Ne doit pas être confondu avec l'ordre des Ozarkodinida auquel il appartient.
Genre
Genres de rang inférieur
- † Ozarkodina anika
- † Ozarkodina confluens
- † Ozarkodina derenjalensis
- † Ozarkodina eberleini
- † Ozarkodina hassi
- † Ozarkodina maroccanica
- † Ozarkodina snajdri
- † Ozarkodina soegina
- † Ozarkodina typica

Synonymes
- Hindeodella Bassler, 1925
- Plectospathodus Branson & Mehl, 1933

Ozarkodina est un  genre éteint de conodontes de la famille des Spathognathodontidae et de l'ordre des Ozarkodinida. Les différentes espèces se retrouvent dans des terrains datant du Dévonien, avec une répartition mondiale.
Le dernier étage du Dévonien, appelé le Famennien, est marqué par des événements d'extinction, qui durèrent jusqu'à la fin du Dévonien, il y a 358.9 ± 2.5 millions d'années. À cet étage, un événement biologique se produisit (Extinction de Kellwasser) où toutes les espèces d'Ancyrodella et d'Ozarkodina, ainsi que la plupart de celles des genres Palmatolepis, Polygnathus et Ancyrognathus, disparurent. 